# Turcsány Péter
Turcsány Péter (Budapest, 1951. március 7. – 2015. szeptember 29.) magyar költő, író, műfordító, kiadóvezető.

## Élete és munkássága
Középiskolai tanulmányait félbeszakítva 1969-től újságárus, földmérő, geodéta és amatőr rendező volt. A közgazdasági egyetemen szociológiát tanult. 1980-tól a Magyar Tudományos Akadémia Szociológiai Intézetének munkatársa, a verstani kutatócsoport tagja, 1985-86-ban MTA-ösztöndíjas, ezután Tahitótfalun közművelődés-szervezőként, valamint Pomázon önkormányzati képviselőként is dolgozott. 1988-tól az Isis kiadó szerkesztőségi titkára, majd 1995 és 1997 között a Polisz főszerkesztője volt. 1991-től a Wass Albert műveit megjelentető Kráter Műhely Egyesület elnöke és kiadóvezetőjeként tevékenykedett.
Fő művei között szerepel az 1982-ben megjelent Tarisznya, az 1985-ös Testamentum, az 1995-ben megjelent Mázsa és pehely, valamint az 1998-ban napvilágot látott Megmentett tisztásaink és a 2012-es Tisztítótűz fényében című verseskötetek. Emellett irodalmi és szociográfiai témájú esszéket is írt, valamint többek között fordított Salvatore Quasimodo olasz költőtől is.

## Művei
- Tarisznya; Magvető, Bp., 1982
- Testamentum; Szépirodalmi, Bp., 1986
- Mázsa és pehely. Egybegyűjtött versek; Antológia, Lakitelek, 1995
- Megmentett tisztásaink. Költemények 1995-1998-ból; Kráter Műhely Egyesület, Bp., 1998
- A mérleg közepén. Poétika-pedagógiai, verstan-poétikai, irodalomismereti és közgondú írások 1-2.; Kráter Műhely Egyesület, Pomáz, 2001
- Emelkedj, Atlantisz! Turcsány Péter hármaskönyve; Kráter, Pomáz, 2003
- Wass Albert, a boldog szomorúember. Kétkezes élet(mű)rajz; Kráter, Pomáz, 2008
- Turcsány Péter–Morvay Zsuzsanna: Pomáz és a Deratáj. Történelmi régiónk, a Pilis; Kráter, Pomáz, 2010
- Arc és lélekzet. Újabb költemények, 2008-2010. Fiatalkori írások, 1967-1973; Kráter, Pomáz, 2011
- Hűség a szabadsághoz! Pályaív az irodalom és a közélet tükrében. Tanulmányok, alkalmi írások, kritikák, vernisszázsok, beszédek, előszók, följegyzések, adott és kapott interjúk, 2002-2012; Kráter, Pomáz, 2012
- Tisztítótűz fényében. Versösszeállítás, 45 év; Kráter, Pomáz, 2012
- Méhecske-sirató. Gyermekeknek, 1968-2013; Kráter, Pomáz, 2013 (Mesepolc)
- Tusa az életért; Kráter, Pomáz, 2015

## Díjai
- 1985: MTA-ösztöndíj
- 1997: Kölcsey-díj
- 2011: Magyar Köztársasági Arany Érdemkereszt
- 2015: Salvatore Quasimodo-különdíj